# Dịch Thông
Dịch Thông (chữ Hán: 奕誴; 23 tháng 7, 1831 - 18 tháng 2, 1889), là Hoàng tử thứ 5 của Thanh Tuyên Tông Đạo Quang Đế.

## Thân thế
Dịch Thông sinh vào giờ Thìn, ngày 15 tháng 6 (âm lịch) năm Đạo Quang thứ 11 (1831). Ông là con trai duy nhất của Tường phi, trên ông còn hai người chị là Hoàng nhị nữ và Hòa Thạc Thọ Tang công chúa (和碩壽臧公主). Một số sử sách cho rằng, Tường phi đã thông đồng với ngự y, kết quả là ông được sinh ra trước 6 ngày. Ông là một người giản dị. Mùa hè thì mặc áo cộc, tay cầm cái quạt lá cọ lớn. Mùa đông thì khoác áo lông cừu cũ, ăn thịt cừu nướng và uống rượu. Ông được ban cho Thanh Hoa viên (清華園) làm phủ riêng của mình.

## Cuộc đời
Năm Đạo Quang thứ 26 (1846), tháng giêng, ông được nhận nuôi bởi Đôn Khác Thân vương Miên Khải, con trai thứ ba của Gia Khánh Đế, tập tước Đôn Quận vương (惇郡王). Mặc dù ông đã quá kế nhưng trang phục và đồ dùng vẫn áng theo lệ của Hoàng tử. Năm thứ 30 (1850), được phép hành tẩu tại Nội đình, được phép mặc Mãng bào màu kim hoàng.

### Thời Hàm Phong
Năm Hàm Phong thứ 2 (1852), quản lý sự vụ Tổng tộc trưởng của Chính Lam kỳ. Năm thứ 3 (1853), tháng giêng, quản lý sự vụ của Nhạc bộ (乐部). Năm thứ 4 (1854), tháng 3, quản lý sự vụ Kiện Duệ doanh (健锐营). Tháng 4, nhậm chức Đô thống Hán quân Tương Hoàng kỳ, quản lý sự vụ Hán quân Tương Hoàng kỳ tân Doanh phòng (新营房). Tháng 6, ngưng quản lý sự vụ Đô thống Hán quân Tương Hoàng kỳ nhưng vẫn tiếp tục quản lý Tương Hoàng kỳ tân Doanh phòng. Tháng 9, quản lý sự vụ Võ Bị viện (武备院). Năm thứ 5 (1855), tháng 3, được ban thưởng mặc Hoàng mã khuê (黄马袿). Cùng tháng bị giáng làm Bối lặc, ngưng quản lý tất cả sự vụ. Tháng 9, lại quản lý sự vụ Nhạc bộ. Năm thứ 6 (1856), tháng giêng, ông được phục tước Quận vương. Tháng 2, quản lý sự vụ Tộc trưởng Hữu dực Cận chi Đệ nhất tộc.
Năm thứ 7 (1857), tháng 5, thay quyền Đô thống Mông Cổ Chính Hồng kỳ. Năm thứ 8 (1858), tháng 2, bổ nhiệm làm Đô thống Mông Cổ Tương Hoàng kỳ. Tháng 3, quản lý sự vụ Tương Hoàng kỳ tân cựu Doanh phòng. Tháng 4, thay quyền Đô thống Mãn Châu Chính Bạch kỳ. Tháng 5, bổ nhiệm làm Chính Hoàng kỳ Lĩnh thị vệ Nội đại thần. Cùng tháng, điều làm Đô thống Mãn Châu Chính Hoàng kỳ, thay quyền Đô thống Mông Cổ Chính Hồng kỳ. Tháng 6, quản lý sự vụ Chính Hồng kỳ tân cựu Doanh phòng. Năm thứ 10 (1860), tháng giêng, ông được tấn phong làm Thân vương. Tháng 8, kiêm nhiệm Tổng lý Hành doanh sự vụ Đại thần (总理行营事务大臣). Hàm Phong Đế băng hà vào năm 1861 tại Nhiệt Hà cung, khi đó ông và Thuần Hiền Thân vương Dịch Hoàn đều có mặt. Cung Thân vương Dịch Hân lúc này đang ở lại Bắc Kinh.

### Thời Đồng Trị, Quang Tự
Năm Đồng Trị nguyên niên (1862), tháng 2, ông được bổ nhiệm làm Tổng Am đạt của Thượng thư phòng. Năm thứ 3 (1864), tháng 4, thay quyền Đô thống Mãn Châu Tương Hoàng kỳ. Tháng 7 chính thức nhậm Đô thống Mãn Châu Tương Hoàng kỳ, quản lý sự vụ Tương Hoàng kỳ Giác La học. Tháng 10, phái làm Kê sát thất thương Đại thần (稽察七仓大臣). Cùng tháng bổ nhiệm Tương Hoàng kỳ Lĩnh thị vệ Nội đại thần, quản lý sự vụ Lưỡng dực Tông học. Năm thứ 4 (1865), tháng 3, quản lý sự vụ Ung Hòa Cung, Khâm thiên giám Toán học, Giáp tế Thái Miếu (袷祭太庙) và việc cưới gả của Cận chi Tông thất. Tháng 6, bổ nhiệm làm Tông Nhân phủ Tông lệnh. Năm thứ 5 (1866), tháng 9, nhậm chức Ngọc Điệp quán Tổng tài (玉牒馆总裁). Năm thứ 7 (1868), tháng 4, điều làm Tương Hoàng kỳ Lĩnh thị vệ Nội đại thần. Năm thứ 10 (1871), tháng 5, điều làm Chính Hoàng kỳ Lĩnh thị vệ Nội đại thần. Năm thứ 11 (1872), tháng 9, được gia ân cho phép ngồi kiệu bốn người khiêng trong Tử Cấm Thành.
Năm Quang Tự nguyên niên (1875), ngưng quản lý sự vụ Võ bị viện. Năm thứ 4 (1878), tháng 12, quản lý Trị niên kỷ Đại thần (值年旗大臣). Năm thứ 5 (1879), tháng 6, ông được ban thưởng nhận song bổng của Thân vương. Tháng 11, ông được ban thưởng bức hoành phi "Thụ phúc đa niên" (受福多年). Năm thứ 7 (1881), tháng giêng, quản lý sự vụ Tông Nhân phủ Ngân khố. Năm thứ 12 (1886), tháng giêng, Quang Tự Đế dụ chỉ
| “ | 谕惇亲王年近六旬一切行礼差使允宜特加体恤嗣後致祭坛庙暨寿皇殿元旦大祭应派恭代均着勿庸开列, 奉先殿大祭并着毋庸轮班行礼, 其各处陪祀一并免其到班以示优礼, 懿亲至意. . Dụ Đôn Thân vương niên cận lục tuần nhất thiết hành lễ soa sử duẫn nghi đặc gia thể tuất tự hậu trí tế đàn miếu kỵ thọ hoàng điện nguyên đán đại tế ứng phái cung đại quân trứ vật dong khai liệt, Phụng Tiên điện đại tế tịnh trứ vô dong luân ban hành lễ, kỳ các xử bồi tự nhất tịnh miễn kỳ đáo ban dĩ kỳ ưu lễ, ý thân chí ý | ” |

Tháng 9 cùng năm, nhậm chức Ngọc điệp quán Tổng tài. Tháng 12, Quang Tự Đế dụ chỉ
| “ | 各项应行引见人员惇亲王毋庸带领以示体恤. . Dụ các hạng ứng hành dẫn kiến nhân viên Đôn Thân vương vô dong đái lĩnh dĩ kỳ thể tuất | ” |

Năm thứ 13 (1887), tháng 2, điều làm Tương Hoàng kỳ Lĩnh thị vệ Nội đại thần. Năm thứ 15 (1889), giờ Mão ngày 19 tháng 1 (âm lịch), ông qua đời, thọ 59 tuổi, được truy thụy là Đôn Cần Thân vương (惇勤親王). Con trai ông là Tái Liêm tập tước Bối lặc, được gia hàm Quận vương. Quang Tự Đế dụ chỉ
| “ | 朕叔惇亲王秉性肫诚, 持躬谨厚, 本日遽闻薨逝, 轸悼实深. 惇亲王着照亲王赐 䘏 赏给陀罗经被, 所有丧事一切事宜俱由官爲经理, 任内处分悉予开复. . Trẫm thúc Đôn Thân vương bỉnh tính truân thành, trì cung cẩn hậu, bản nhật cự văn hoăng thệ, chẩn điệu thực thâm. Đôn Thân vương trứ chiếu Thân vương tứ tuất thưởng cấp đà la kinh bị, sở hữu tang sự nhất thiết sự nghi câu do quan vi kinh lý, nhâm nội xử phân tất dư khai phục. | ” |

Quang Tự Đế phụng Hiếu Khâm Hiển Hoàng hậu đích thân đến cúng tế.

## Gia quyến

### Thê thiếp
- Đích Phúc tấn: Ô Lương Hải Tế Nhĩ Mặc Đặc thị (乌梁海济尔默特氏), con gái của Khách Lạt Thấm Thân vương Sắc Bá Khắc Đa Nhĩ Tể (色伯克多尔济).
- Trắc Phúc tấn:
  - Hách Xá Lý thị (赫舍里氏), con gái của Lĩnh đội Đại thần Quý Văn (贵文).
  - Vương Giai thị (王佳氏), con gái của Toàn Trường (全祥).
  - Phú Giai thị (富佳氏), con gái của Phú Đức (富德). Nguyên là thiếp thất, được phong làm Trắc Phúc tấn vào năm 1894.
- Thứ Phúc tấn: 
  - Lý Giai thị (李佳氏), con gái của Lý Thành (李成).
  - Triệu Giai thị (赵佳氏), con gái của Đô Hách Ngạch Y (都赫额依).

### Con trai
1. Tái Liêm (載濂; 1854 - 1917), mẹ là Trắc Phúc tấn Hách Xá Lý thị. Năm 1862 phong Nhị đẳng Trấn quốc Tướng quân, tấn thăng Phụ quốc công (1871). Năm 1889 tập tước Bối lặc gia hàm Quận vương. Năm 1897 bị cách tước. Có hai con trai.
2. Tái Y (载漪; 1856 - 1922), mẹ là Trắc Phúc tấn Hách Xá Lý thị. Năm 1860 lấy làm con thừa tự của Dịch Chí (奕誌; 1827 - 1850), con trai duy nhất của Thụy Hoài Thân vương Miên Hân (em trai của Đạo Quang Đế), tập tước Bối lặc. Năm 1894 tấn phong Đoan Quận vương (端郡王) nhưng 3 năm sau bị cách tước quy tông (1897). Có hai con trai.
3. Tái Lan (載瀾; 1856 - 1916), mẹ là Thứ Phúc tấn Triệu Giai thị. Năm 1873 phong Tam đẳng Phụ quốc Tướng quân, sau thăng Nhị đẳng Trấn quốc Tướng quân (1884). Năm 1889, nhân đại hôn của Quang Tự Đế, tấn phong Phụ quốc công. Năm 1898 bị cách tước. Sau khi qua đời, tang lễ áng theo lệ của Phụ quốc công. Có sáu con trai.
4. Tái Doanh (載瀛; 1859 - 1930), mẹ là Trắc Phúc tấn Hách Xá Lý thị. Năm 1889 phong Nhị đẳng Trấn quốc Tướng quân, sau thăng Phụ quốc công (1894). Năm 1900 phong Bối lặc, qua đời được ban thụy Cung Khác Bối lặc (恭恪貝勒). Có tám con trai.
5. Tái Tân (載津; 1859 - 1896), mẹ là Thứ Phúc tấn Vương Giai thị. Năm 1889 phong Nhị đẳng Trấn quốc Tướng quân, gia hàm Bất nhập bát phân Phụ quốc công (1890). Có năm con trai.
6. Tái Sinh (载泩; 1860 - 1864), mẹ là Trắc Phúc tấn Hách Xá Lý thị. Chết yểu.
7. Tái Tông (载浵; 1860 - 1862), mẹ là Lý Giai thị. Chết yểu.
8. Tái Hạo (載灝; 1860 - 1860), mẹ là Thứ Phúc tấn Triệu Giai thị. Chết yểu.